# Порпецит
Порпецит (англ. porpezite; нім. Porpezit m) — мінерал, паладіїсте золото координаційної будови.

## Загальний опис
Хімічна формула: AuPd. Містить (%): Au — 91,06; Pd — 8,21.
Утворює неправильні губчасті виділення, плівки, пластинки, круглі конкреції, рідше кристали.
Густина 15,73. Твердість 3. Колір золотистий. Блиск металічний. Риса металічна, блискуча. За зовнішнім виглядом не відрізняється від золота.
Відомий в корінних родовищах і в розсипах в шт. Мінас-Жерайс і Гояс (Бразилія), а також у розсипах басейну р. Чорох (Грузія). Рідкісний.
За назвою першознахідки на родовищі Порпец (Бразилія), J.D.Dana, 1850.